# Glaresis tripolitana
Glaresis tripolitana är en skalbaggsart som beskrevs av Rudolph Petrovitz 1968. Glaresis tripolitana ingår i släktet Glaresis och familjen Glaresidae. Inga underarter finns listade i Catalogue of Life.